# Freiheits- und Einigkeitspartei
Die Freiheits- und Einigkeitspartei, auch Partei für Freiheit und Verständigung oder Partei der Freiheit und Einigkeit, (osmanisch حريت و ائتلاف فرقه سی İA Ḥürrīyet ve İʾtilāf Fırḳası) war eine am 21. November 1911 gegründete liberale Partei im Osmanischen Reich. Sie war auch unter dem Namen Entente Libérale (Liberale Union) bekannt.
Die Partei wurde während des Italienisch-Türkischen Krieges von 1911/1912 gegründet, als das Ansehen des regierenden Komitee für Einheit und Fortschritt (kurz KEF) angeschlagen war. Prominente Leute wie Damat Ferid Pascha, Kâmil Pascha, Prinz Sabahaddin, Seyyit Abdülkadir und Rıza Nur gehörten der Partei an. Bei den Wahlen im Jahre 1912 bildete die Partei der Freiheit und Einigkeit den Hauptkonkurrenten zum jungtürkischen Komitee für Einheit und Fortschritt. Die Wahlen von Februar 1912 wurden zur Schaubühne der von der KEF gelenkten Gewalttaten und Korruption. Bei der sogenannten Prügelwahl gewannen fast überall die Kandidaten der KEF. Daraufhin erklärte die Opposition die Ergebnisse für nichtig und innerhalb der Armee bildete sich mit den Halâskâr Zâbitân eine Gruppe, die für die Liberalen war und die KEF von der Regierung entfernen wollte. Nach einem Memorandum der Halaskâr Zabitan vom 16. Juli musste die Regierung der KEF unter Mehmed Said Pascha zurücktreten.
Das parteienübergreifende Kabinett des Gazi Ahmet Muhtar Paschas wollte der Herrschaft der KEF ein Ende setzen. Deswegen wurde die Wahl vom Februar 1912 annulliert und das Parlament aufgelöst. Doch die Liberalen konnten die Gunst der Stunde nicht nutzen, denn das osmanische Reich war noch im Krieg mit Italien. Erschwerend kam hinzu, dass im Oktober 1912 der Balkankrieg ausbrach. Die osmanische Armee erlitt große Verluste und innerhalb kurzer Zeit stand eine Niederlage bevor. Dies veränderte die politische Stimmung wieder zu Gunsten der KEF. Das Komitee, das sich eine gewalttätige nationalistische Politik angeeignet hatte, beschuldigte auf der einen Seite die Regierung wegen der Niederlage und konnte auf der anderen wichtige Offiziere auf seine Seite ziehen. Am 23. Januar 1913 überfiel eine bewaffnete Gruppe unter der Leitung Enver Paschas, der zu der Zeit Major war, eine Regierungsversammlung im Bāb-ı ʿĀlī, erschoss den Kriegsminister Nazım Pascha und zwangen den Großwesir mit der Waffe am Kopf zum Rücktritt. So gelangte die KEF durch einen Militärputsch wieder an die Macht. Dies bedeutete das faktische Ende der Liberalen. Führende Mitglieder flohen ins Ausland oder wurden von der Regierung drangsaliert. Später versuchte die Partei sich wieder zu organisieren, doch der Mord an Großwesir Mahmud Şevket Pascha im Juni 1913 wurde von der Regierung genutzt, um jedwede Opposition zu verfolgen, einige der Führer hinzurichten oder zu verbannen.
Nach dem Waffenstillstand von Mudros wurde die Partei wieder gegründet und existierte bis Mai 1920.